# Alexander Sergejewitsch Lasarew
Alexander Sergejewitsch Lasarew (russisch Александр Сергеевич Лазарев; * 3. Januar 1938 in Leningrad, RSFSR, UdSSR; † 2. Mai 2011 in Abramzewo, Oblast Moskau, Russland) war ein sowjetischer bzw. russischer Schauspieler.

## Leben und Leistungen
Lasarew war der Sohn des Künstlers Sergej Nikolajewitsch Lasarew (1899–1984) und dessen Frau Olympiada Kusminichna Lasarewa, geb. Tarasowa (1907–1996). Infolge der Leningrader Blockade floh die Familie und siedelte sich im kasachischen Orenburg an, wo Alexanders jüngerer Bruder, der Schauspieler Juri Lasarew, geboren wurde.
Lasarew besuchte bis 1959 die Schauspielschule und spielte anschließend am Majakowski-Theater, dem er bis zum Ende seines Lebens verbunden blieb. Lasarews Theaterlaufbahn beinhaltete viele bekannte Stücke wie Hamlet, Medea, Der Revisor und Venceremos!.
Sein Filmdebüt feierte Alexander Lasarew 1961 in Вольный ветер, erlangte aber erst 1968 mit Nochmals über die Liebe (rus.: Еще раз про любовь) größere Bekanntheit. Er spielte wiederholt historische und literarische Rollen, darunter zweimal Peter I. von Russland, den Autor Wladimir Majakowski sowie in Märchen in der Nacht erzählt  den Räuberhauptmann aus Das Wirtshaus im Spessart. Seine Filmografie umfasst über 100 Filme und Fernsehserien.
Seit 1973 war Lasarew Mitglied der KPdSU.

## Privates
Lasarew war mit der Schauspielerin Swjetlana Wladimirowna Nemoljajewa verheiratet, der Tochter des Kinoregisseurs Wladimir Wiktorowitsch Nemoljajew und der Tontechnikerin Walentina Lwowna Nemoljajewa, geb. Ladygina. Ihrer Ehe entstammt der Sohn Alexander Alexandrowitsch Lasarew, der gleichfalls als Schauspieler aktiv ist.
Alexander Lasarew starb 73-jährig auf seiner Datsche und wurde am 5. Mai 2011 auf dem Neuen Kunzewoer Friedhof in Moskau beigesetzt.

## Ehrungen
Lasarew erhielt verschiedene Auszeichnungen, z. B. 1970 den Titel Verdienter Künstler der RSFSR und 1977 den Staatspreis der UdSSR für seine Rolle im Theaterstück Venceremos! sowie im gleichen Jahr den Titel Volkskünstler der RSFSR. Er war außerdem Träger des Alexander-Newski-Ordens.
Seit 1962 gehörte Lasarew der Vereinigung der Theaterschaffenden und seit 1975 der Vereinigung der Filmemacher an. Im Jahr 2002 nahm ihn die Russische Filmkunst Akademie als Mitglied auf.

## Filmografie (Auswahl)
- 1968: Nochmals über die Liebe (Jeschtschjo ras pro ljubow)
- 1969: Man wird nicht als Soldat geboren (Wosmesdije)
- 1972: Schwarzer Zwieback
- 1975: Dem hellen Feuer entgegen (Na jasny ogon)
- 1978: Zwischen Ziel und Start (Risk - blagorodnoje delo)
- 1980: Abendliches Labyrinth (Wetscherni lairint)
- 1981: Die Frau aus dem All (Tscheres terni k swjosdam)
- 1981: Märchen in der Nacht erzählt (Skaska, rasskasannaja notschju)
- 1983: Inspektor Losev (Fernsehfilmreihe)
- 1984: Der Waffenschmied vom Ural (Demidowy)
- 1984: Stepans Kinder (Posledni schag)
- 1986: Der seltsame Fall des Dr. Jekyll und Mr. Hyde (Strannaja istorija doktora Dschekila i mistera Chaida)
- 1987: Auf der Hauptstraße mit Orchester (Po glawnoi ulize s orkestrom)
- 2010: Enigma (Fernsehserie, Folge 8)